# Megachile mendocensis
Megachile mendocensis is een vliesvleugelig insect uit de familie Megachilidae. De wetenschappelijke naam van de soort is voor het eerst geldig gepubliceerd in 2006 door Durante, Abramovich & Lucia.